# Lewicowa Partia Radykalna
Lewicowa Partia Radykalna (fr. Parti radical de gauche, PRG) – francuska socjalliberalna partia polityczna, działająca od 1972.

## Historia
Partia powstała w 1972 w wyniku rozłamu między frakcjami Partii Radykalnej. Przyjęła nazwę Ruch Radykalnej-Socjalistycznej Lewicy (Mouvement de la gauche radicale-socialiste), przekształconą rok później na Ruch Radykałów Lewicy (Mouvement des radicaux de gauche). W przeciwieństwie do Partii Radykalnej valoisen skupiała działaczy lewicowych, opowiadających się za współpracą z Partią Socjalistyczną.
Radykałowie popierali lewicowe koalicje rządzące z lat 1981–1986 i 1988–1993. W wyborach parlamentarnych między 1973 a 1993 uzyskiwali od 6 do 14 mandatów w Zgromadzeniu Narodowym. W wyborach prezydenckich 1974 i 1988 popierali François Mitterranda, w 1981 wystawili w pierwszej turze swojego ówczesnego lidera. Na przełomie lat 80. i 90. ugrupowanie współpracowało ze Stronnictwem Demokratycznym.
W latach 90. faktycznym przywódcą MRG stał się przedsiębiorca Bernard Tapie. Lista wyborcza radykałów Énergie Radicale uzyskała 12% w wyborach do Parlamentu Europejskiego w 1994, co przyniosło 13 miejsc w PE.
W 1995 MRG wspierał Lionela Jospina w wyborach prezydenckich, rok później został przekształcony w Partię Radykalno-Socjalistyczną (Parti Radical-Socialiste). W 1997 porozumienie z innymi partiami lewicy umożliwiło wprowadzenie 14 deputowanych do niższej izby parlamentu krajowego.
W 1998 PRS zamieniono w Lewicową Partię Radykalną. PRG nadal współpracowała z socjalistami, w 1999 dwóch jej przedstawicieli ze wspólnych list dostało się do Europarlamentu. W 2002 partia wystawiła wyborach prezydenckich własną przedstawicielkę, Christiane Taubirę, która uzyskała w pierwszej turze 2,3% głosów. W tym samym roku parlamentarna reprezentacja radykałów zmniejszyła się o połowę.
Pięć lat później PRG opowiedziała się za kandydaturą Ségolène Royal, były nieformalny lider partii, Bernard Tapie, publicznie wspierał jednak Nicolasa Sarkozy’ego. W wyborach w 2007 radykałowie uzyskali osiem miejsc w Zgromadzeniu Narodowym XIII kadencji. Mandatów nie odnowili jednak dwaj byli przewodniczący partii Roger-Gérard Schwartzenberg i Émile Zuccarelli. W kolejnych latach Lewicowa Partia Radykalna kontynuowała ścisłą współpracę z Partią Socjalistyczną. W 2012 po zwycięstwie popieranego przez nich socjalisty François Hollande’a w wyborach prezydenckich przedstawiciele PRG weszli wówczas w skład nowego rządu. Christiane Taubira, liderka partii Walwari działającej w Gujanie Francuskiej i stowarzyszonej z PRG, została ministrem sprawiedliwości, a Sylvia Pinel ministrem delegowanym ds. rzemiosła i turystyki.
W wyborach parlamentarnych w 2012 kandydaci PRG uzyskali trzynaście mandatów w Zgromadzeniu Narodowym XIV kadencji. Radykałowie brali udział w kolejnych rządach socjalistów (ministrami zostawali Jean-Michel Baylet i Annick Girardin), a w 2017 dołączyli do rządu powołanego przez Emmanuela Macrona. W wyborach w tym samym roku pod szyldem PRG trzy osoby zostały wybrane do niższej izby francuskiego parlamentu.
W grudniu 2017 Lewicowa Partia Radykalna połączyła się z Partią Radykalną, tworząc wspólne ugrupowanie pod nazwą Ruch Radykalny, Społeczny i Liberalny. W lutym 2019 doszło jednak do reaktywowania PRG jako samodzielnego podmiotu, na czele którego stanął Guillaume Lacroix. W 2022 do Zgromadzenia Narodowego został wybrany jeden jej przedstawiciel.

## Przewodniczący
- 1972–1978: Robert Fabre
- 1978–1981: Michel Crépeau
- 1981–1983: Roger-Gérard Schwartzenberg
- 1983–1985: Jean-Michel Baylet
- 1985–1988: François Doubin
- 1988–1989: Yvon Collin
- 1989–1992: Émile Zuccarelli
- 1992–1996: Jean-François Hory
- 1996–2016: Jean-Michel Baylet
- 2016–2017: Sylvia Pinel
- od 2019: Guillaume Lacroix